# TT140
| F35 | M4 | t · Z1 |

| F35 | M4 | t · Z1 |

TT140 (Theban Tomb 140) è la sigla che identifica una delle Tombe dei Nobili ubicate nell’area della cosiddetta Necropoli Tebana, sulla sponda occidentale del Nilo dinanzi alla città di Luxor, in Egitto. Destinata a sepolture di nobili e funzionari connessi alle case regnanti, specie del Nuovo Regno, l'area venne sfruttata, come necropoli, fin dall'Antico Regno e, successivamente, sino al periodo Saitico (con la XXVI dinastia) e Tolemaico.

## Titolare
TT140 era la tomba di:
| Titolare                            | Titolo                       | Necropoli       | Dinastia/Periodo                               | Note                                                                         |
| ----------------------------------- | ---------------------------- | --------------- | ---------------------------------------------- | ---------------------------------------------------------------------------- |
| Neferronpet, detto forse anche Kefy | Orafo e scultore di ritratti | Dra Abu el-Naga | XVIII dinastia (Thutmosi III - Amenhotep II ?) | circa 100 m a nord-ovest del deposito; dietro la casa di Sheikh Amr Khalifah |

## Biografia
Non si ritiene che il Neferronpet titolare di questa tomba sia da identificarsi con l'omonimo titolare della TT133. Unica notizia biografica ricavabile dai dipinti parietali è il nome della moglie Tauy.

## La tomba
Planimetricamente la tomba è costituita da una camera rettangolare, da cui si accede a una sala longitudinale sul fondo della quale si apre un passaggio verso la vicina TT141. L'accesso alla tomba si apre in un cortile; un breve corridoio adduce a una sala rettangolare i cui dipinti parietali sono alquanto danneggiati: (1-2-3 in planimetria) scena di banchetto con musiciste e portatori di offerte dinanzi al defunto Neferronpet e alla moglie, liste di offerte e il defunto, indicato questa volta come "Kefy", con la moglie. Un breve corridoio, sulle cui pareti (4) il defunto in adorazione di Ra con inni dedicati al dio, dà accesso a una camera rettangolare perpendicolare alla precedente, qui, su più registri sovrapposti, scene di uomini con mazzi di fiori (5) e (6) della processione funebre con il trasporto di suppellettili e il traino del sarcofago; si rilevano inoltre i resti di due personaggi che presentano la mummia e di una dolente. Su altre pareti (7) la preparazione di un letto e scena di acconciatura dei capelli di una donna; seguono (8) su quattro registri, riti sulla mummia e (9) i resti di una stele con un uomo in offertorio del defunto e della moglie.

### Annotazioni
1. ↑  La numerazione dei locali e delle pareti segue quella di Porter e Moss 1927, p. 248.
2. ↑  La prima numerazione delle tombe, dalla numero 1 alla 253, risale al 1913 con l’edizione del "Topographical Catalogue of the Private Tombs of Thebes" di Alan Gardiner e Arthur Weigall. Le tombe erano numerate in ordine di scoperta e non geografico; ugualmente in ordine cronologico di scoperta sono le tombe dalla 253 in poi.
3. ↑  I campi della Duat, ovvero l'aldilà egizio, si trovavano, secondo le credenze, proprio sulla riva occidentale del grande fiume.
4. ↑  Nella sua epoca di utilizzo, l'area era nota come "Quella di fronte al suo Signore" (con riferimento alla riva orientale, dove si trovavano le strutture dei Palazzi di residenza dei re e i templi dei principali dei) o, più semplicemente, "Occidente di Tebe".
5. ↑  le Tombe dei Nobili, benché raggruppate in un'unica area, sono di fatto distribuite su più necropoli distinte.
6. ↑  Le note, sovente di inquadramento topografico della tomba, sono tratte dal "Topographical Catalogue" di Gardiner e Weigall, ed. 1913 e fanno perciò riferimento alla situazione dell'epoca.

### Fonti
1. 1 2  Porter e Moss 1927,  p. 254.
2. ↑  Gardiner e Weigall 1913.
3. ↑  Donadoni 1999,  p. 115.
4. ↑  Gardiner e Weigall 1913, pp. 28-29.
5. ↑  Porter e Moss 1927,  p. 252.
6. ↑  Porter e Moss 1927,  pp. 252-254.